# سرود ملی عراق (۲۰۰۳–۲۰۰۴)
موطنی (به فارسی «میهن من») سرود ملی سابق عراق طی ۲۰۰۳ تا ۲۰۰۴ بود. این سرود در سال ۱۹۳۴ توسط ابراهیم طوقان نوشته شد و با سرود دوران رژیم بعث سابق متفاوت است.

## متن سرود به زبان عربی
موطنی، موطنی،
الجلال والجمال والسناء والبهاء
فی رباک، فی رباک والحیاة والنجاة
والهناء والرجاء فی هواک فی هواک
هل أراک، هل أراک سالما منعما
و غانماً مکرما هل أراک فی علاک
تبلغ السماک تبلغ السماک.
موطنی، موطنی، موطنی، موطنی،
الشباب لن یکل همه أن تستقل أو یبید
نستقی من الردی ولن نکن للعدی
کالعبید کالعبید
لانرید لانرید دلنا الموءبدا
وعیشنا المنکدا لانرید بل نعید
مجدا التلید مجدا التلید
موطنی، موطنی موطنی، موطنی
الحسام والیراع لاالکلام والنزاع
رمزنا، رمزنا مجدنا و عهدنا
و واجب من الوفا یهزنا یهزنا
عزنا عزنا غایة تشرف
و رایة ترفرف یا هناک
فی علا قاهرا عداک قاهرا عداک
موطنی، موطنی

## برگردان به فارسی
میهن من، میهن من!
درخشش و زیبایی، :سرافرازی و نیکی، در کوه و دشت توست!
زندگی و رستگاری، شادکامی و امید، در عشق به توست!
آیا روزی خواهد رسید که ببینم تو را در صلح و آسایش؟
و در رفاه و پیشرفت؟!
آیا خواهم دید تو را، در اوج آسمان‌ها، آنقدر که به ستارگان برسی؟!
میهن من، میهن من!
فرزندان تو خستگی‌ناپذیرند، آرمانشان یا استقلال توست
ویا اینکه بمیرند و زنده نباشند!
ما شربت مرگ را خواهیم نوشید، اما هرگز برده دشمنان خود نخواهیم شد.
ما به یقین نمی‌خواهیم، ذلت و خواری ابدی را
و نه زندگی مالآمال از سیه‌روزی را
ما چیزی را نمی‌خواهیم، جز اینکه عظمت و شکوهمان را بازگردانیم
میهن من، میهن من!
شمشیر و قلم نماد و مظهر ماست، و نه نزاع و اختلافات!
افتخار و پیمان ما، و خدمتی که به انجام برسانیم
ما را به تکاپو وامی‌دارد!
افتخار ما دلیلی شرافتمندانه است و پرچمی برافراشته
ای که تو همه نیکی هستی!
بر بلندمرتبگی تو و چیرگی بر دشمنانت
میهن من، میهن من!

## پیونده به بیرون
- پرونده صوتی سرود ملی عراق[پیوند مرده]